# زندگی سوئیت روی عرشه
زندگی سوئیت روی عرشه (به انگلیسی: The Suite Life on Deck) یک مجموعه تلویزیونی آمریکایی کمدی نوجوان است که از ۲۶ سپتامبر ۲۰۰۸ تا ۶ مه ۲۰۱۱ در کانال دیزنی در حال پخش بود.
این سریال یک دنباله/چرخش بر مجموعه زندگی سوئیت زاک و کودی است
پیش نمایش این سریال در کانال دیزنی، ۵٫۷ میلیون بیننده در ایالات متحده را به خود جلب کرد و هنگام پخش در کانال فمیلی تبدیل به پربیننده‌ترین سریال در کانادا شد. این نمایش همچنین سریال تلویزیونی شماره یک تلویزیون در کودکان ۶ تا ۱۱ سال و سریال شماره ۱ ضبط شده نوجوانان بین ۹ تا ۱۴ سال در ۲۰۰۸ بود که در رتبه‌بندی‌ها از سریال‌های هانا مونتانا و جادوگران محله ویورلی جلوتر بود.
در ۱۹ اکتبر ۲۰۰۹، اعلام شد که این سریال برای یک فصل سوم تمدید شده‌است و در تاریخ ۲ ژوئیه ۲۰۱۰ شروع به پخش کرد. این سریال همچنین بهترین سریال در سال ۲۰۰۹ بین کودک و نوجوان ۶ تا ۱۴ ساله بود.
این سریال در بیش از ۳۰ کشور جهان پخش شده و در استودیوی هالیوود سنترال در لس آنجلس فیلمبرداری شده‌است. این سریال در مقابل تماشاگران استودیوی زنده ضبط شد، اگرچه برای برخی از صحنه‌ها از آهنگ خنده استفاده می‌شود. این سریال دومین بخش از سریال‌های کانال دیزنی است.
در ۲۵ مارس ۲۰۱۱، فیلمی با محوریت زندگی سوئیت روی عرشه و سریال زندگی سوئیت زاک و کودی با عنوان فیلم زندگی سوئیت منتشر شد.
این سریال در آخرین قسمت آن با عنوان " فارغ التحصیلی در عرشه " در تاریخ ۶ مه ۲۰۱۱ به‌طور رسمی به پایان رسید.

## بازیگران

### اصلی
- دیلن اسپراوس در نقش زاک مارتین
- کول اسپراوس در نقش کودی مارتین
- برندا سونگ در نقش لاندن تیپتون
- دبی راین در نقش بیلی پیکت
- فیل لویس ماریون موسبی
- داک شو در نقش مارکوس لیتل

### دوره ای
| بازیگر          | شخصیت       | فصل‌ها |
| --------------- | ----------- | ----- |
| متیو تیمونز     | وودی فینک   | ۱–۳   |
| ارین کاردیلو    | اما توتویلر | ۱–۳   |
| ویندل میدلبروکز | کربی موریس  | ۱–۳   |
| راشل کاترین بل  | آدیسون      | ۱–۳   |
| زویی دوتچ       | مایا بنت    | ۳     |

### نقش مهمان ویژه
- کیم رودز: کری مارتین (۴ قسمت)
- اشلی تیزدال: مدی فیتزپاتریک (۱ قسمت)
- مایلی سایرس: مایلی استوارت/هانا مونتانا (۱ قسمت)
- امیلی آسمنت: (۱ قسمت)
- سلنا گومز: الکس روسو (۱: "دو ضرب")
- دیوید هنری: جاستین روسو (۱: "دو ضرب")
- جیک تی. آستین: مکس روسو (۱ قسمت)
- جردین اسپارکس: خودش (۱ قسمت)
- کتی لی گیفورد: سیندی (۱ قسمت)
- جورج تاکی: رم تیپتون (۱ قسمت)
- شان کینگستون: خودش (۱ قسمت)
- دوایت هاوارد: دوایت موسبی هوارد (۱ قسمت)
- درون ویلیامز: خودش (۱ قسمت)
- کوین لاو: خودش (۱ قسمت)
- هاچ دنو: موس (۲ قسمت)
- جان مایکل هیگینز: ویلفرد تیپتون (۱ قسمت)
- جنیفر تیزدال: کوونی فیتزپاتریک (۲ قسمت)
- کودی کندی: میشا (۱ قسمت)

### حضور مهمان قابل توجه
- برایان استپانک: آروین هاوکائوزر / میلوس هاوکاکولیس (۳ قسمت)
- برتینی کرن: چلسا بریمر (۱ قسمت)
- سوفی اودا: باربارا براون اشتاین (۱ قسمت)
- چارلی استوارت: باب (۱ قسمت)
- جنیفر تیسدل: کوونی (۱ قسمت)
- ژاکوپو سارنو: لوکا (۱ قسمت)
- رابرت تورتی: کورت مارتین (۱ قسمت)
- جاستین کریدل: آرماندو جادوگر (۱ قسمت)
- الیزابت سونگ: (۱ قسمت)
- اد بیگلی جونیور: شهردار راگناروک (۱ قسمت)
- آدریان مانته: استبان رامیرز (۱ قسمت)
- چارو: سنورا رامیرز (۱ قسمت)
- کورت وارنر: خودش (۱ قسمت)
- چارلز شوگیسی: ثابت (۱ قسمت)
- کاملیا و ربکا روسو: جسیکا و جانیس (۱ قسمت)
- متیو ویلیگ: جن (۱ قسمت)
- اندی ریشتر: برادر تئودور (۱ قسمت)
- لیزا کی. وایات: فرانکی (۲ قسمت)
- فابیو لانزونی: کاپیتان هاوک (۱ قسمت)
- برایان پوسن: دکتر کورک (۱ قسمت)
- دویت هاوارد: خودش (۱ قسمت)
- درون ویلیامز: خودش (۱ قسمت)
- کوین لاو: خودش (۱ قسمت)
- مایکل رالف: گروهبان پپر (۱ قسمت)

## تولید

### شروع به کار
در ۴ فوریه ۲۰۰۸، توسط گری مارش رئیس شبکه دیزنی، اعلام شد که شبکه دیزنی در حال ساخت دنباله جدید معاصر در سایت سینمای کانال دیزنی زندگی سوئیت زاک و کودی است.
وی اظهار داشت، «مخاطبان ما به ما نشان داده‌اند که بعد از ۸۸ قسمت»زندگی سوئیت زاک و کودی «یکی از کمدی‌های مورد علاقه آنها تا به امروز است و ما تصمیم گرفتیم که زندگی جدیدی را برای زاک، کودی، لاندن و آقای موسبی در یک محیط کاملاً جدید خلق کنیم، این بار روی یک کشتی مسافرتی لوکس.»

### تنظیمات
به گفته سازندگان و تولیدکنندگان این سریال، برای جذب مخاطبان بین‌المللی با پورت‌های مختلف ارتباطی مانند هند، یونان، ایتالیا، مراکش، انگلستان و تایلند ساخته شده‌است. بیشتر فعالیت‌های این سریال روی یک کشتی تفریحی به نام SS Tipton روی می‌دهد.
با این حال، کشتی به مکانهای مختلفی در سراسر جهان سفر می‌کند، که اغلب مکانها ناآشنایی برای زاک و کودی مارتین هستند.

#### دیگر تنظیمات
- قطب جنوب در فصل سه قسمت " Frozen "
- بلژیک در فصل سه قسمت " Party On! "
- جزایر گالاپاگوس در فصل یک قسمت " Sea Monster Mash "
- یونان در فصل یک قسمت " It's All Greek to Me "
- هند در فصل یک قسمت " The Mommy and the Swami "
- بانک اطلاعات بین‌المللی در "International Dateline"
- کتلکورن، کانزاس - یک مکان داستانی در فصل سه قسمت " Twister: Part 1 و ۲ و ۳
- لیچن استامپ- تقلیدی از لیختن اشتاین در فصل یک قسمت "Maddie on Deck"
- لندن در فصل دو قسمت " Rollin' With the Holmies "
- مونت کارلو در فصل سه قسمت " The Silent Treatment "
- مراکش در فصل دو قسمت " Rock the Kasbah "
- شهر نیویورک - در فینال سریال " Graduation on Deck"
- پاریس - در فصل دو قسمت "Breakup in Paris"
- جزیره طوطی - مکان داستانی در فصل یک قسمت "Parrot Island"
- رم در فصل یک قسمت "When In Rome"
- آمریکای جنوبی در فصل دو قسمت " Can You Dig It? " و فصل سه قسمت " Senior Ditch Day "
- سوئد در فصل دو قسمت " The Swede Life "
- تایلند در فصل دو قسمت " Family Thais "
- توکیو در فصل سه قسمت "Trouble in Tokyo"
- جزیره بی‌نام در فصل دو قسمت "Lost at Sea"

### آهنگ فیلم
آهنگ تم سریال، "Livin 'the Suite Life" توسط جان آدرا و استیو همپتون با ساخته، گری اسکات آهنگسازی و توسط استیو راوستون خواننده انگلیسی خوانده شده‌است.

### جادوگران محله ویورلی و هانا مونتانا
قسمت "Double-Crossed"، قسمت دوم یک کراس اوور سه جانبه است که از جادوگران محله ویورلی شروع می‌شود و در سریال هانا مونتانا به پایان می‌رسد.

## فیلم
در ۲۰ سپتامبر ۲۰۱۰، شبکه دیزنی اعلام کرد که تولید برای یک فیلم اصلی دیزنی بر اساس سریال زندگی سوئیت روی عرشه و زندگی سوئیت زاک و کودی آغاز شده‌است.
فیلم زندگی سوئیت در ۲۵ مارس ۲۰۱۱ در کانال دیزنی در ایالات متحده و کانادا به نمایش درآمد.

## پخش
زندگی سوئیت روی عرشه ، در ۶ اکتبر ۲۰۰۸ در استرالیا و نیوزلند به نمایش درآمد. این برنامه از کانال دیزنی و شبکه سه و چهار پخش می‌شد.

## دی وی دی
| عنوان دی وی دی                   | انتشار          | دیسک | محتویات |
| -------------------------------- | --------------- | ---- | --- |
| لنگر دور!                        | ۲۵ اوت 2009     | ۱    | شامل قسمت‌های: "زندگی سوئیت بادبان ها"، "جزیره طوطی"، "کلیه دریا"، "اطلاعات بین‌المللی"، "مدی روی عرشه" و "مالچ آدو دربارهٔ هیچ چیز" و همچنین، مصاحبه دبی راین با دوقلوهای اسپراوس در این DVD نمایش داده شده‌است. |
| جادوگران در عرشه با هانا مونتانا | ۲۲ سپتامبر 2009 | ۱    | اپیزودهای کراس اور از جادوگران محله ویورلی، زندگی سوئیت در عرشه و هانا مونتانا. |

## جوایز و نامزدها
| سال  | جایزه                           | دسته‌بندی                        | نامزد                 | نتیجه    |
| ---- | ------------------------------- | ------------------------------- | --------------------- | -------- |
| ۲۰۱۰ | جوایز فیلم گرین گلوب            | بازیگر برجسته آسیایی در هالیوود | برندا سونگ            | نامزدشده |
| ۲۰۱۰ | جایزهٔ برگزیدهٔ کودکان نیکلودین   | نمایش محبوب تلویزیون            | زندگی سوئیت روی عرشه  | نامزدشده |
| ۲۰۱۰ | جایزهٔ برگزیدهٔ کودکان نیکلودین   | بازیگر محبوب تلویزیون           | کول اسپراوس           | نامزدشده |
| ۲۰۱۰ | جایزهٔ برگزیدهٔ کودکان نیکلودین   | بازیگر محبوب تلویزیون           | دیلن اسپراوس          | برنده    |
| ۲۰۱۰ | جوایز تلویزیون نوجوانان هالیوود | نمایش منتخب نوجوانان: کمدی      | زندگی سوئیت روی عرشه  | نامزدشده |
| ۲۰۱۰ | جوایز تلویزیون نوجوانان هالیوود | بازیگر زن منتخب نوجوانان: کمدی  | دبی راین              | نامزدشده |
| ۲۰۱۰ | جوایز تلویزیون نوجوانان هالیوود | بازیگر مرد منتخب نوجوانان: کمدی | دیلن اسپراوس          | نامزدشده |
| ۲۰۱۱ | جایزهٔ برگزیدهٔ کودکان نیکلودین   | نمایش محبوب تلویزیون            | زندگی سوئیت روی عرشه  | نامزدشده |
| ۲۰۱۱ | جایزهٔ برگزیدهٔ کودکان نیکلودین   | بازیگر محبوب تلویزیون           | کول اسپراوس           | نامزدشده |
| ۲۰۱۱ | جایزهٔ برگزیدهٔ کودکان نیکلودین   | بازیگر محبوب تلویزیون           | دیلن اسپراوس          | برنده    |
| ۲۰۱۱ | جایزهٔ برگزیدهٔ کودکان نیکلودین   | کمدی تلویزیونی مورد علاقه       | برندا سونگ            | نامزدشده |
| ۲۰۱۱ | جامعه بازیگری آمریکا            | بهترین بازیگران - سریال کودکان  | دانا گرگلی برندی بریس | برنده    |